# فان فان فان فست

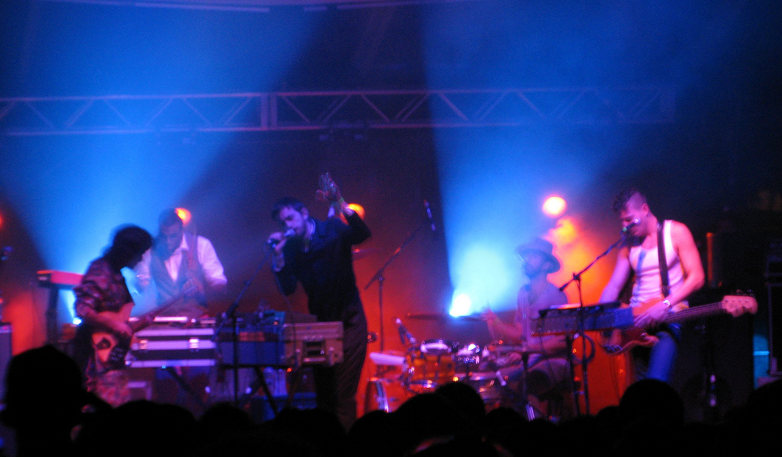

فان فان فان فست (به انگلیسی: Fun Fun Fun Fest) مشهور به FFF یا F3F، یکی از جشنواره‌های سالیانهٔ موسیقی در آستین، تگزاس است.
این جشنوارهٔ فرهنگی هر سال با حضور صدها گروه ایندی راک، نو متال، هیپ هاپ، و پانک راک از سرتاسر جهان به مدت سه روز در فصل پاییز برگزار می‌گردد.

## نگارخانه

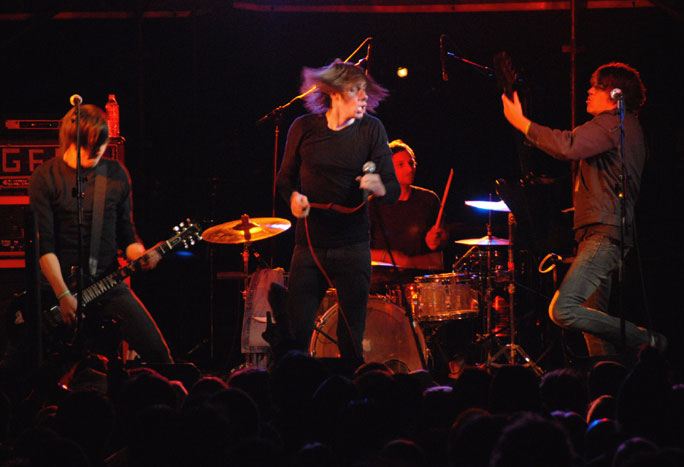
ریوربوت گمبلرز
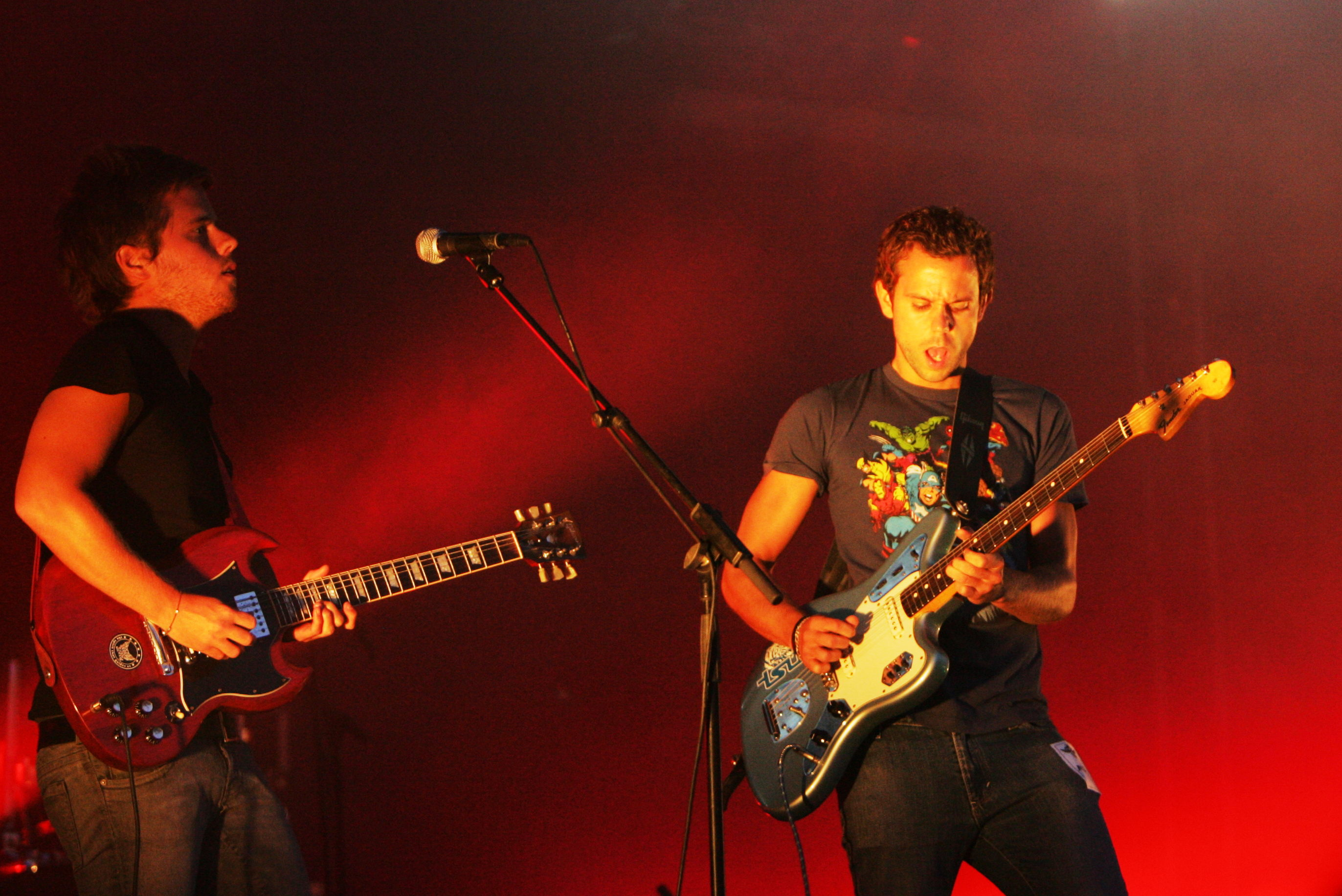
ام۸۳
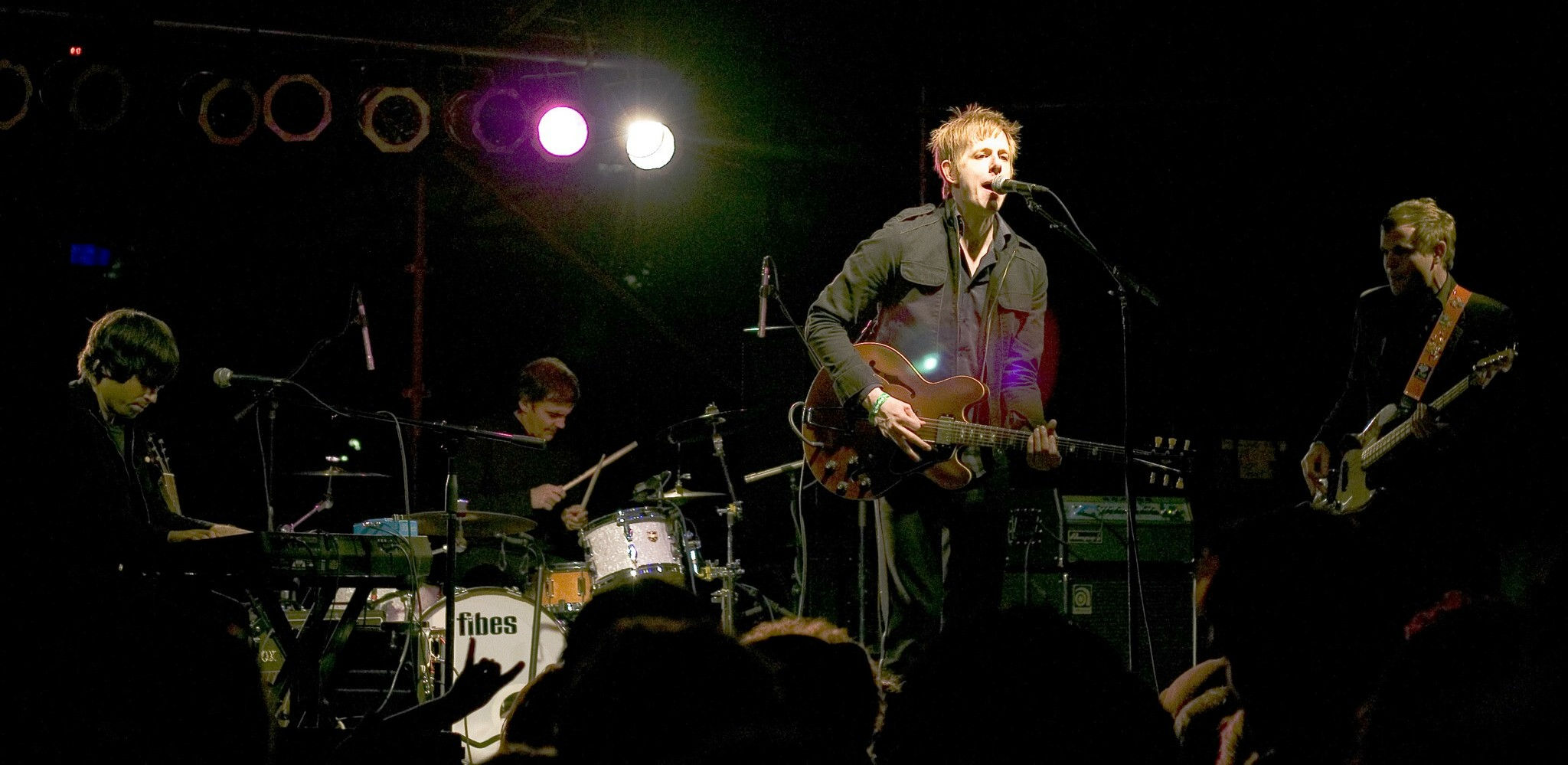
اسپون
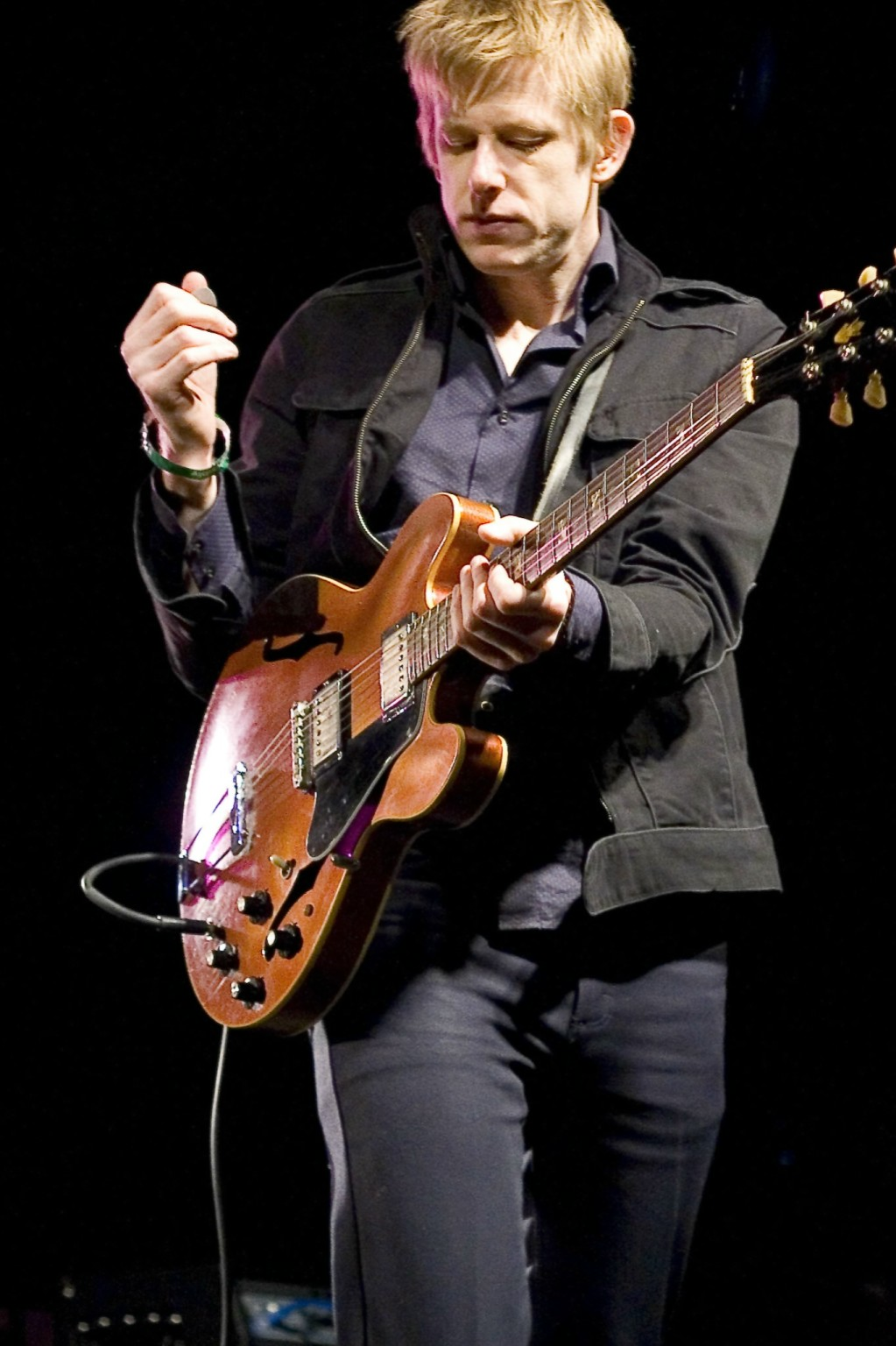
بریت دانیال